# Unione Sportiva Internazionale Napoli 1912-1913
Questa voce raccoglie le informazioni riguardanti l'Internazionale Napoli nelle competizioni ufficiali della stagione 1912-1913.

## Stagione
In questa stagione l'Internazionale Napoli è battuto dal Naples nella doppia sfida.

## Divise
| Manica sinistra · Manica sinistra · Maglietta · Maglietta · Manica destra · Manica destra · Pantaloncini · Calzettoni · Calzettoni |

## Organigramma societario
Area direttiva
- Presidente:
- Direttore sportivo:  Hector Bayon
- Dirigenti:Pattison e Giorgio Ascarelli

Area tecnica
- Allenatore:

## Rosa
| N. |                        | Ruolo | Calciatore         |
| -- | ---------------------- | ----- | ------------------ |
|    | Italia (bandiera)      | P     | Giuseppe Cangiullo |
|    | Svizzera (bandiera)    | D     | Hans Yenni         |
|    | Italia (bandiera)      | A     | Michele Scarfoglio |
|    | Italia (bandiera)      |       | Casacchia          |
|    | Italia (bandiera)      |       | Compare            |
|    | Italia (bandiera)      |       | De Rosa            |
|    | Inghilterra (bandiera) |       | Fawles             |

| N. |                           | Ruolo | Calciatore             |
| -- | ------------------------- | ----- | ---------------------- |
|    | non conosciuta (bandiera) |       | Higgins                |
|    | non conosciuta (bandiera) |       | Howell                 |
|    | non conosciuta (bandiera) |       | Little                 |
|    | Italia (bandiera)         |       | Lucchini               |
|    | non conosciuta (bandiera) |       | Reichlin               |
|    | Italia (bandiera)         |       | Giovanni Serracapriola |

## Risultati

### Prima Categoria

#### Girone Campano
| Arbitro: | Ioima |

|                        |           |        |
| Paduli III Thorstenson | Marcatori | Fawles |

| Arbitro: | Palmieri |

|               |           |                                     |
| Yenni De Rosa | Marcatori | ?’ (rig.), ?’ (rig.) Hansen Imerigo |

## Statistiche
Statistiche aggiornate al 26 gennaio 1913.

### Statistiche di squadra
| Competizione    | Punti | In casa | In casa | In casa | In casa | In casa | In casa | In trasferta | In trasferta | In trasferta | In trasferta | In trasferta | In trasferta | Totale | Totale | Totale | Totale | Totale | Totale | DR |
| Competizione    | Punti | G       | V       | N       | P       | Gf      | Gs      | G            | V            | N            | P            | Gf           | Gs           | G      | V      | N      | P      | Gf     | Gs     | DR |
| --------------- | ----- | ------- | ------- | ------- | ------- | ------- | ------- | ------------ | ------------ | ------------ | ------------ | ------------ | ------------ | ------ | ------ | ------ | ------ | ------ | ------ | -- |
| Prima Categoria | 0     | 1       | 0       | 0       | 1       | 2       | 3       | 1            | 0            | 0            | 1            | 1            | 2            | 2      | 0      | 0      | 2      | 3      | 5      | -2 |
| Totale          | 0     | 1       | 0       | 0       | 1       | 2       | 3       | 1            | 0            | 0            | 1            | 1            | 2            | 2      | 0      | 0      | 2      | 3      | 5      | -2 |

### Statistiche dei giocatori
| Giocatore        | Prima Categoria | Prima Categoria |
| Giocatore        | Presenze        | Reti            |
| ---------------- | --------------- | --------------- |
| G. Cangiullo     | 2               | -5              |
| Casacchia        | 2               | 0               |
| Compare          | 1               | 0               |
| De Rosa          | 1               | 1               |
| Fawles           | 1               | 1               |
| Higgins          | 2               | 0               |
| Howell           | 2               | 0               |
| Little           | 1               | 0               |
| Lucchini         | 2               | 0               |
| Reichlin         | 2               | 0               |
| M. Scarfoglio    | 2               | 0               |
| G. Serracapriola | 2               | 0               |
| H. Yenni         | 2               | 1               |